# Valle de los Ingenios
Valle de los Ingenios (pol. Dolina Cukrowni) - historyczny region uprawy trzciny cukrowej w południowej części Kuby, w 1988 roku wpisany wraz z pobliskim miastem Trinidad na listę światowego dziedzictwa UNESCO. 
W czasie największego rozkwitu działały tu 43 zakłady produkcji cukru. W pierwszej połowie XIX wieku nastąpił gwałtowny spadek cen, co doprowadziło do załamanie się rynku i upadku regionu. Właśnie wtedy położona około 50 km na północny zachód miejscowość Cienfuegos zasiedlona została przez osadników zbiegłych z objętej rewolucją niewolników, francuskiej kolonii Haiti i szybko wyrosła na centrum handlowe środkowej Kuby. Sytuację pogorszyła blokada kontynentalna, narzucona Hiszpanii przez Napoleona w 1806 roku, która skutecznie zablokowała eksport cukru do Wielkiej Brytanii, jednego z głównych odbiorców "białego złota". Ubocznym skutkiem tego wydarzenia było rozpowszechnienie sposobu otrzymywania cukru z buraków w Europie. Obronną ręką z recesji wyszły jedynie najwydajniejsze zakłady, zlokalizowane w centralnej części kraju. 
W Valle de los Ingenios zachowały się dawne rezydencje plantatorów i inne pozostałości po majątkach baronów cukrowych. Jedną z najokazalszych i najlepiej zachowanych jest pałac Manaca Iznaga i pobliska 45-metrowa dzwonnica zbudowana w 1816 przez właściciela  Alejo Maria Iznaga y Borrell, z której nadzorcy obserwowali pracę niewolników. Dzwon zawieszony pod dachem oznajmiał początek i koniec pracy niewolników, jak również czas modlitwy porannej, południowej i popołudniowej. Bicie dzwonu sygnalizowało też pożar lub ucieczkę niewolników. Wysokość i okazałość wieży manifestowała władzę Iznagi nad jego niewolnikami, oraz jego pozycję w lokalnej społeczności i pośród innych posiadaczy cukrowni. W chwili budowy była najwyższą budowlą na Kubie, nadal pozostaje najwyższą spośród wybudowanych wież tego rodzaju. Wielki dzwon obecnie znajduje się u stóp wieży.

## Galeria

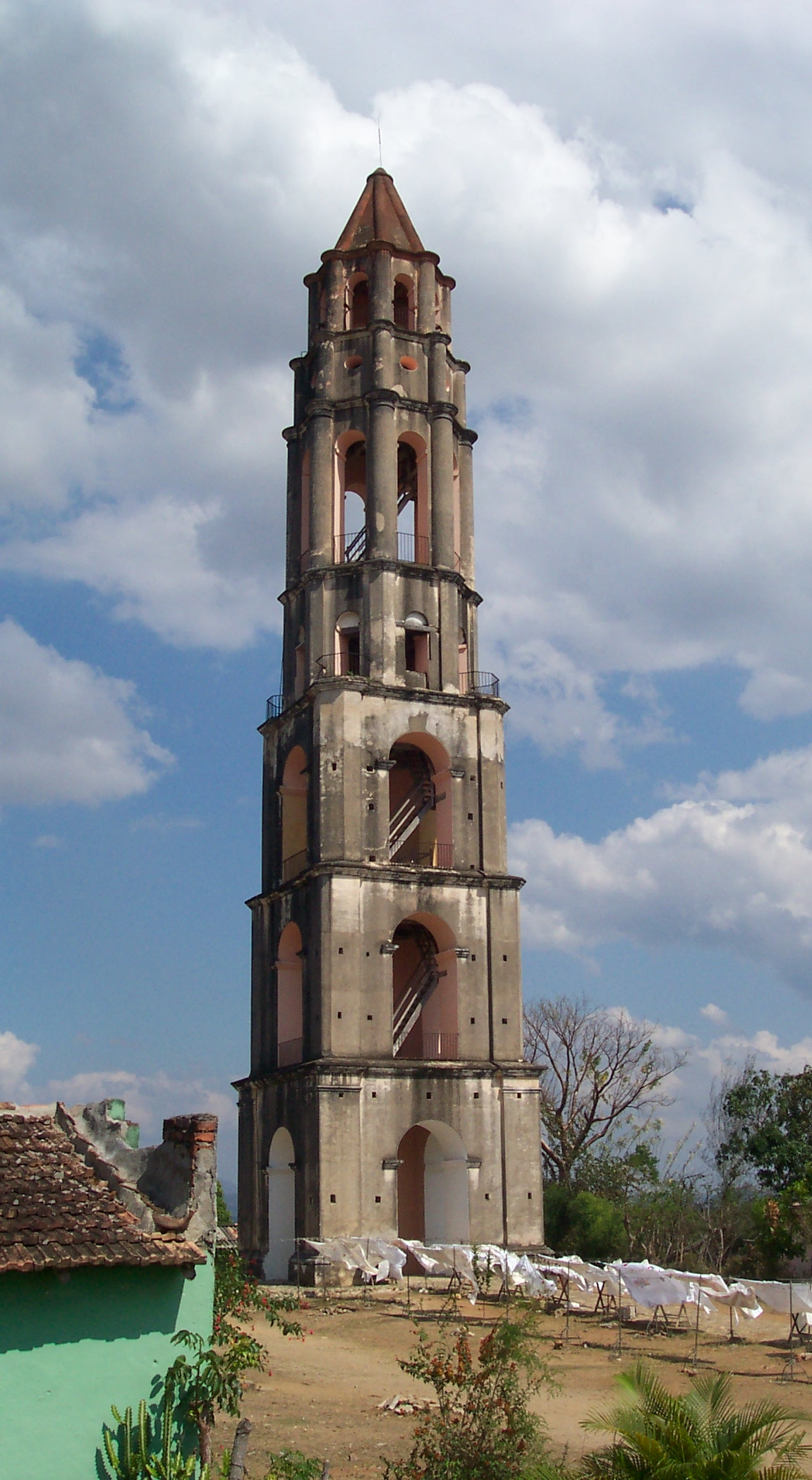
Dzwonnica Manaca Iznaga
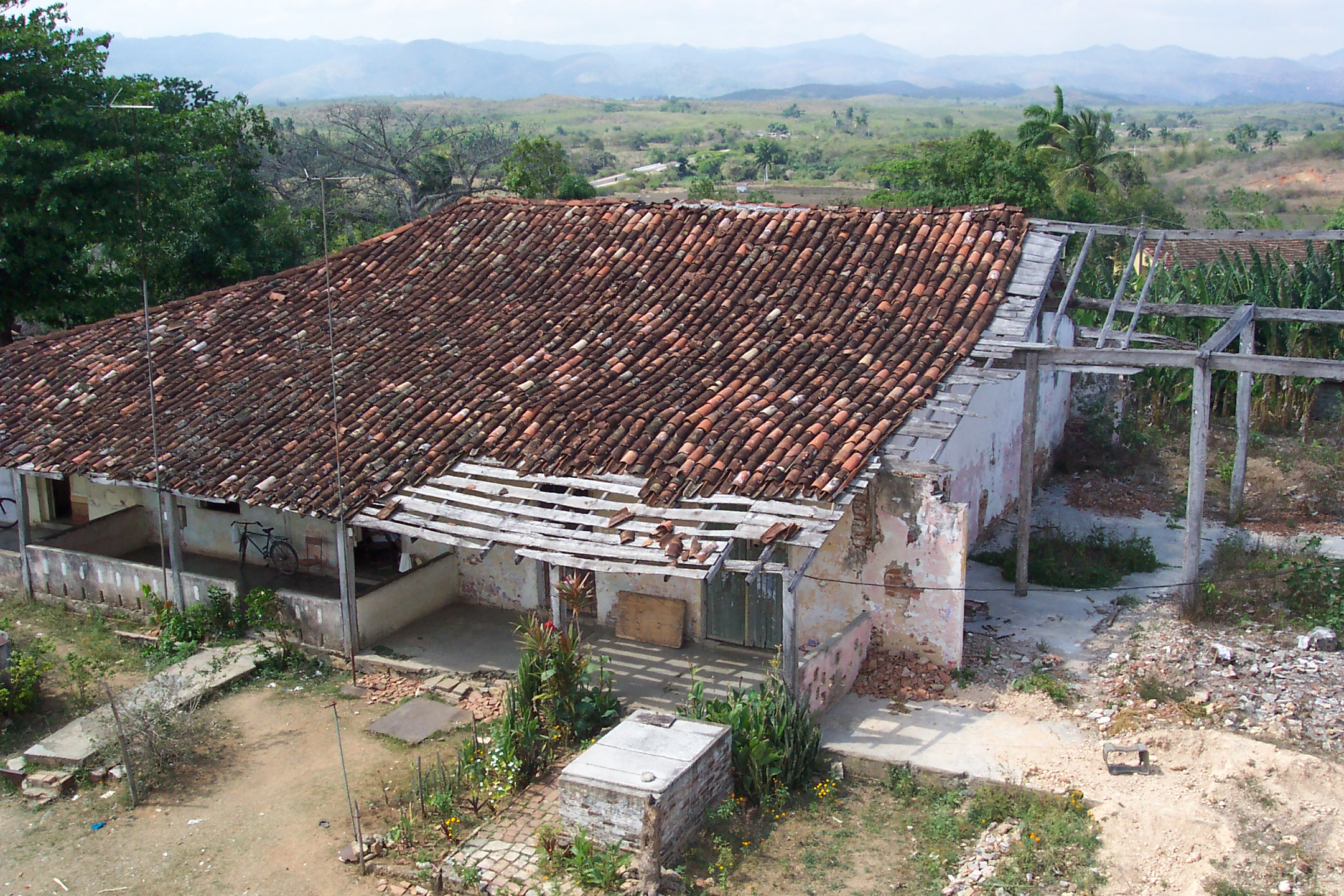
Chaty niewolników w pobliskiej plantacji
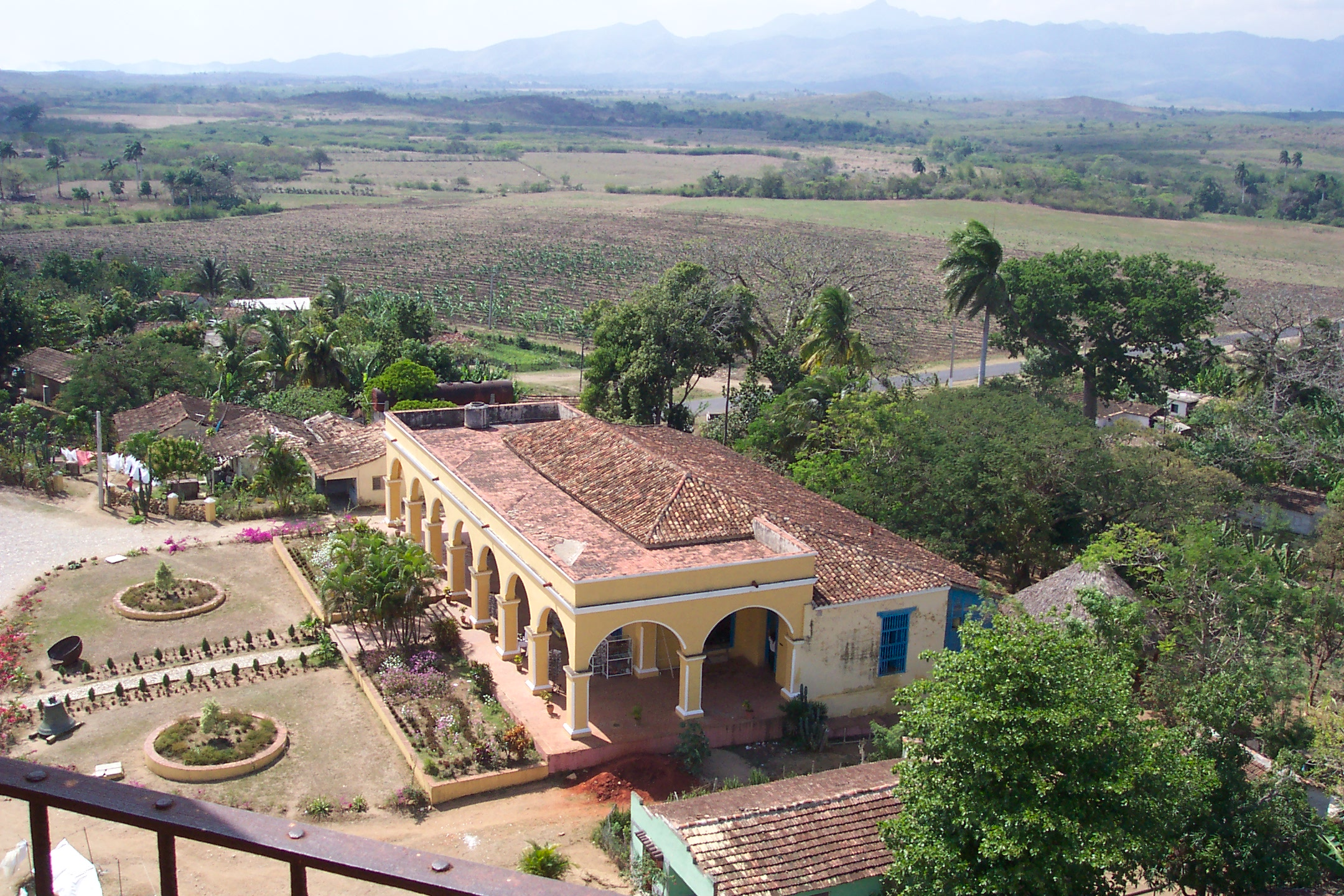
Pałac Manaca Iznaga
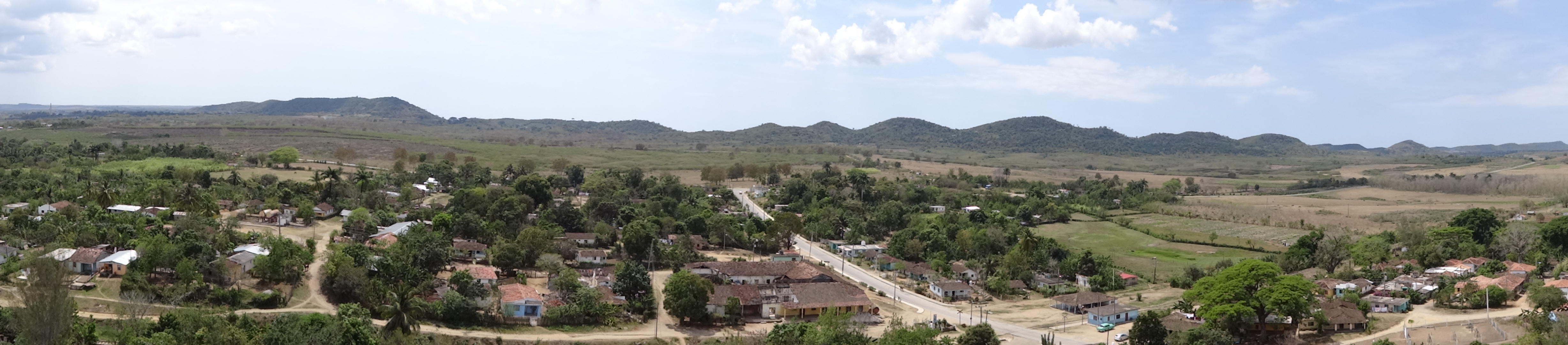
Panorama Doliny Cukrowni z wieży Manaca Iznaga
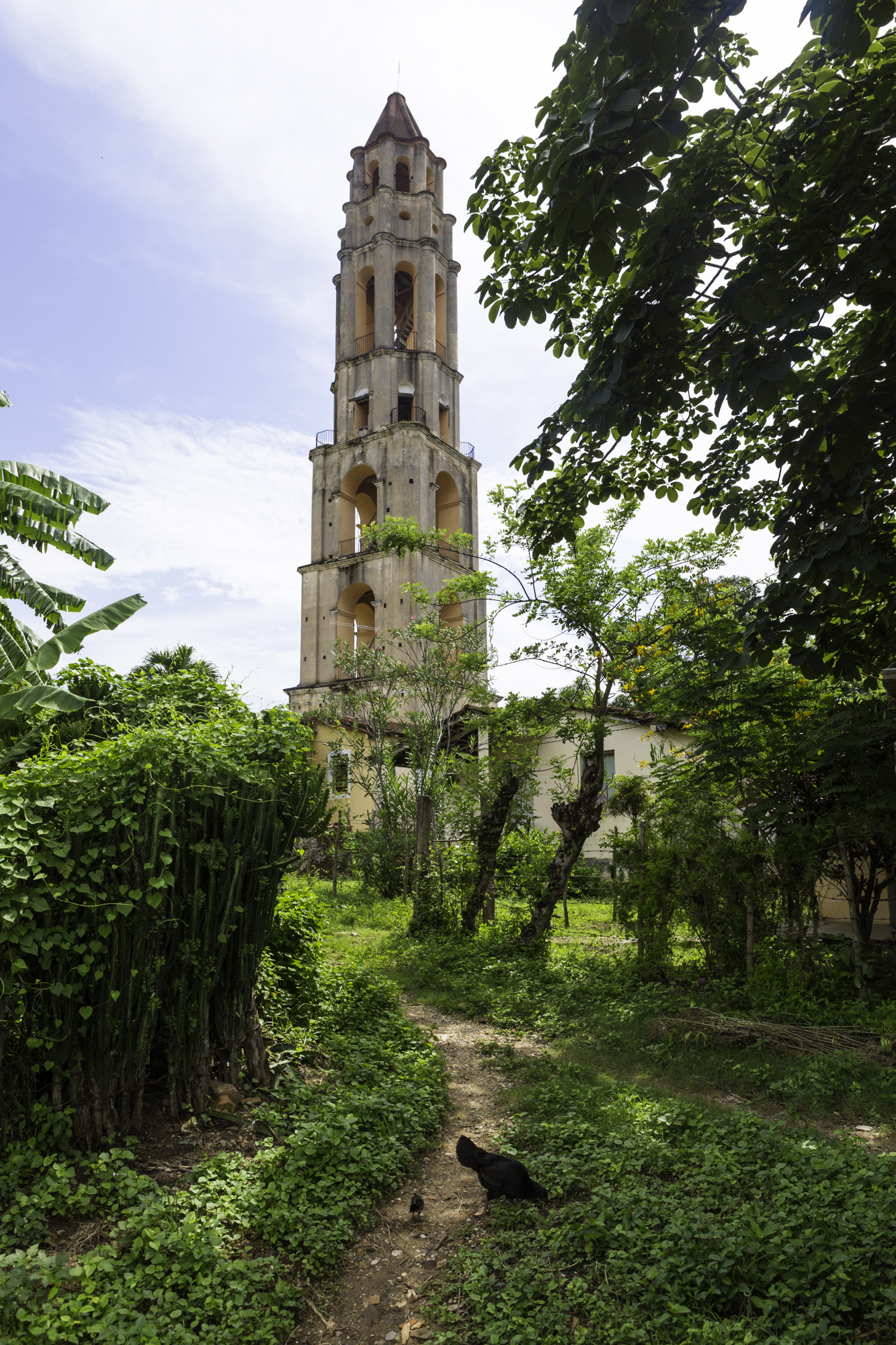
Manaca Iznaga Tower